# Arisaema consanguineum
Arisaema consanguineum là một loài thực vật có hoa trong họ Ráy (Araceae). Loài này được Schott mô tả khoa học đầu tiên năm 1859.

## Hình ảnh

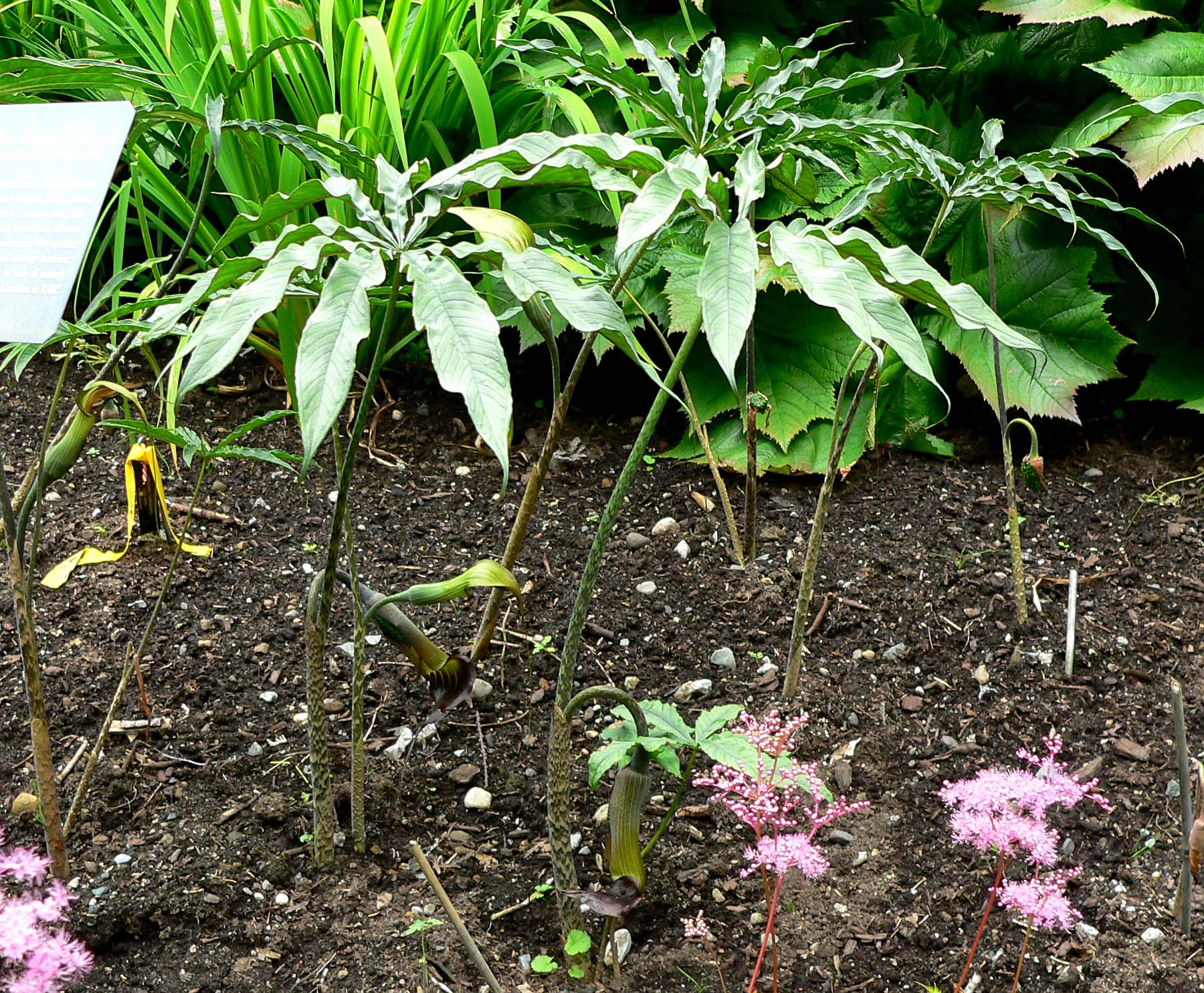